# Mahmoud Ahmadinejad
Mahmoud Ahmadinejad (en persan : محمود احمدی‌نژاد / Maḥmud(-e) Aḥmadi-Nežâd [mæhˈmuːd(e) æhmædiːneˈʒɒːd] ), né le 28 octobre 1956 à Aradan, est un homme d'État iranien, sixième président de la république islamique d'Iran de 2005 à 2013.
Ahmadinejad est maire de Téhéran de 2003 à 2005. Il est actuellement membre du Conseil de discernement.
La légitimité de sa réélection à un second mandat présidentiel en juin 2009 est fortement contestée par l'opposition. Sa présidence est marquée par la poursuite du programme nucléaire national.
Il est membre de la Société islamique des ingénieurs, mais possède une base plus puissante dans l'Alliance des bâtisseurs de l'Iran islamique (Abadgaran), et est considéré comme un des personnages les plus importants de l'alliance des conservateurs.

## Biographie

### Famille
Issu d'une famille modeste, Mahmoud Ahmadinejad est le quatrième enfant d'une fratrie de sept. Son père était forgeron lorsque la famille déménage à Téhéran, après avoir exercé les métiers d'épicier et de coiffeur,. Le déménagement de la famille à Téhéran coïncide avec le changement de leur nom de famille, probablement afin d'éviter de porter leur nom d'origine à consonance arménienne : Sabordjian selon Hussein D. Hassan, Sabbaghian ou Sabarian selon Vincent Hugeux,. Un sabor est un peintre sur fil, occupation commune autrefois au sein de l'industrie textile du tapis, notamment dans la région de Semnan. Le déménagement de la famille, désormais connue sous le nom d'Ahmadinejad, coïncide avec une période d'exode rural important en Iran. La famille Ahmadinejad s'installe, comme des millions de personnes, dans un des quartiers pauvres de Téhéran. Abbas Milani, professeur d'histoire iranienne à Stanford, rapporte que les parents du jeune Ahmadinejad participaient régulièrement aux événements organisés par les organisations religieuses de quartier, et leur fils mettait un zèle tout particulier à l'apprentissage du Coran et à l'accomplissement des devoirs religieux.
Mahmoud Ahmadinejad est marié et a deux fils et une fille.

### Éducation
À cette époque, le « mahdisme » a connu un renouveau dans les milieux populaires sous l'impulsion des « Hojjatieh ». « Cette secte, écrit Michel Taubmann, fondée en 1953, fut condamnée pour hérésie par le clergé chiite. En rupture avec l'interprétation majoritaire, les Hojjatieh considèrent en effet que les croyants, loin d'apprendre passivement, doivent au contraire hâter le retour du Al-Mahdi (le dernier Calife ou Imam) en précipitant le monde dans l'apocalypse. ». Michel Taubmann ajoute que l'on retrouve des membres des Hojjatieh dans l'entourage d'Ahmadinejad après son accession à la présidence et que lui-même reprend leurs thèses.
Ahmadinejad raconte que c'est à sept ans, en 1963, qu'il tombe sous le charme de l'ayatollah Khomeini. « L'ayatollah Rouhollah Khomeini, un dignitaire religieux parmi d'autres dans la ville sainte de Qom, est sorti de l'anonymat en s'opposant à la loi électorale votée par le Parlement à l'instigation du Shah et qui accorde le droit de vote aux femmes ».
Il suit sa scolarité primaire et secondaire à Téhéran, et il est admis à l'université de science et de technologie (en) (Elm-o Sanaat) en 1976. Des incertitudes subsistent sur son entrée à l'université, détaillées plus loin. . « L'étudiant Ahmadinejad, poursuit Michel Taubmann, ne se reconnaît ni dans les groupes gauchistes ni dans les Modjahedines du Peuple. La lutte des classes, même à la sauce islamiste, n'est pas sa tasse de thé. Lui, milite en faveur d'une conception stricte de la "foi islamique" la seule qui à ses yeux puisse créer un élan révolutionnaire ».

### Premiers engagements politiques pendant la révolution iranienne
En 1978, « Ahmadinejad participe à la fondation d'une association islamique des étudiants d'Elm-o Sanat. Peu après, celle-ci se coalise avec d'autres associations comme celles des Universités Téhéran, Polytechnique ou Aryamehr, rebaptisée Sharif après la révolution. Ensemble, elles fondent l'Organisation des associations islamiques (…) qui sera connue sous le nom d'OSU. Ahmadinejad fait partie du Conseil central de cinq membres qui dirigent l'OSU. » Hassan Daioleslam se souvient : « Dans les universités, les partisans de Khomeini, dont Ahmadinejad faisait partie, compensaient leur impopularité croissante par le recours à la violence. Ils faisaient la chasse aux femmes qui ne portaient pas de tchador, ils leur interdisaient l'accès aux cours. » Ahmadinejad représente alors le pouvoir clérical dans l'université, avec Mojtaba Samareh Hachémi (en), lequel accompagnera Ahmadinejad durant toute sa carrière, en tant que conseiller ou chargé de missions spéciales.
Au début de l'année 1979, « les partisans de Khomeyni s'organisent pour traquer les opposants et vont créer leur propre organisation politico-militaire : le Corps des Gardiens de la révolution islamique (CGRI). (…) Ils sont aussi une police idéologique au service de l'ayatollah Khomeini. Ils s'organisent dans les usines et partout dans les universités. Les "Pasdarans" étaient nés. (…) Selon Mohsen Sazegara (un des fondateurs du Corps des Gardiens de la révolution islamique), le futur président iranien était membre des Pasdarans en 1980 mais ne jouait alors aucun rôle notable ».
Après 1979, il s'engage résolument dans l'aile la plus conservatrice du Bureau pour le renforcement de l'unité, une organisation fondée par l'ayatollah Mohammad Beheshti pour assurer la liaison entre les universités et les séminaires théologiques. Son rôle actif dans ces organisations étudiantes lui vaudra de participer à la planification de la prise d'otages à l'ambassade américaine à Téhéran : Alireza Haghighi et Victoria Tahmasebi rapportent en effet que lors de la préparation de l'opération, deux délégués de chaque université se sont rencontrés pour planifier l'opération, et Mahmoud Ahmadinejad était un des deux délégués de l'université de science et de technologie. Selon Abbas Milani, il aurait cherché à obtenir une fatwa de l'ayatollah Khomeini pour justifier l'opération, mais les organisateurs voulant laisser Khomeyni en dehors de l'affaire pour ne pas le compromettre, Ahmadinejad fut écarté de l'opération. Quelques semaines plus tard, quand il devint clair que Khomeini se servait de cette prise d'otages pour consolider son pouvoir, Ahmadinejad essaiera d'intégrer de nouveau le comité des étudiants à l'ambassade, mais il ne sera pas le bienvenu. Une controverse s'est élevée après son élection sur son rôle dans l'affaire des otages, certains des otages l'accusant d'avoir été l'un des gardiens. D'autres personnes participant à la prise d'otage nient la participation d'Ahmadinejad.

### Guerre Iran-Irak (1980-1988)
Durant les huit années qu'a duré la guerre Iran-Irak, Mahmoud Ahmadinejad prend part à la guerre, bien que son rôle exact pendant celle-ci reste mystérieux (voir ci-dessous). Un an avant la fin de la guerre, Ahmadinejad obtient à 31 ans un doctorat en ingénierie des transports publics de l'université d'Elm-o Sanat en 1987.
Khomeyni avait fondé les Gardes de la Révolution (aussi appelés Pasdaran), milice idéologique du nouveau régime, ainsi que les Basij, un mouvement de masse dont les jeunes membres avaient été préparés à mourir en martyrs pour le nouveau régime. Ahmadinejad aurait été instructeur au sein de l'organisation des Basij selon Hussein Hassan ou Matthias Küntzel. Selon la biographie officielle du président, il aurait servi pour les Basij au front et dans différentes unités du génie au cours de la guerre Iran-Irak.
En 1986, Ahmadinejad se porte volontaire pour faire partie des forces spéciales des gardiens de la révolution. Il a alors un poste d'officier à la garnison de Ramazan, stationnée à proximité de Kermanchah. Cette garnison était chargée des « opérations extra-territoriales » des Gardiens de la révolution, et plusieurs rapports suggèrent qu'Ahmadinejad était alors chargé de l'élimination de dissidents en Iran et à l'étranger, participant à des opérations secrètes dans la région de Kirkuk (Irak), et à des tortures ou des exécutions à la prison d'Evin à Téhéran[réf. nécessaire]. Ahmadinejad devient ensuite un des officiers supérieurs de l'unité d'élite Qods au sein des Pasdaran. Selon certains rapports, il a dirigé plusieurs assassinats politiques au Moyen-Orient et en Europe, dont celui du chef kurde Abdurrahman Qassemlou à Vienne en juillet 1989.
À la fin de la guerre, les gardes de la révolution et les Basij qui sont démobilisés sont choqués par la corruption de certains dirigeants, qui se sont enrichis en prenant possession de biens confisqués pendant la révolution ou en jouant un rôle dans le marché noir en temps de guerre. Les plus dévôts des Basij, dont fait partie Ahmadinejad, planifient alors un retour aux valeurs des premiers jours de la révolution. Ahmadinejad ne cache pas son attachement aux valeurs de Basij : il apparait régulièrement vêtu du foulard noir et blanc caractéristique des Basij, et parle souvent en termes positifs de la « culture Basij » et du « pouvoir Basij ».

### Incertitudes et controverses sur la carrière d'Ahmadinejad
Plusieurs incertitudes subsistent sur la biographie officielle et le parcours de Mahmoud Ahmadinejad. Son entrée à l'université est sujette à interrogations de la part de plusieurs observateurs. Selon Ahmadinejad lui-même, il serait arrivé 132e au concours national d'entrée à l'université, sur plus de 400 000 étudiants cette année-là. Cependant, Abbas Milani, directeur des études iraniennes à l'université Stanford, estime cette affirmation peu vraisemblable, car l'université qu'il choisit se situe dans le second-tiers des universités iraniennes. Cette affirmation est confirmée par Michel Taubmann qui écrit : « (ce résultat) lui aurait surtout permis d'accéder à la meilleure université scientifique du pays, en l'occurrence Amir Kabir, l'équivalent de Polytechnique. Or, le jeune Ahmadinejad, après le concours d'entrée, s'est inscrit à la modeste université Elm-o Sanaat, classée en cinquième dans les établissements scientifiques. »
En juin-juillet 2005, juste après les élections iraniennes, une controverse se fait jour sur le rôle de Mahmoud Ahmadinejad dans la crise iranienne des otages. Son engagement dans le Bureau pour la consolidation de l'unité et à l'association des étudiants islamiques lui ont permis de participer à la planification de cette prise d'otages. Quelques jours après son élection fin juin 2005, d'anciens otages américains disent reconnaître en Mahmoud Ahmadinejad un des participants à la prise d'otages dans l'ambassade des États-Unis à Téhéran entre 1979 et 1980. Les preuves disponibles, ainsi qu'une enquête de la CIA, ont montré que ces allégations étaient fausses et qu'Ahmadinejad n'avait fait que participer à la planification de l'opération, mais pas à son exécution.
La participation de Mahmoud Ahmadinejad à la guerre Iran-Irak est, elle aussi, entourée de mystère. Son rôle exact au sein des Basij et des Gardiens de la révolution est inconnu : il aurait été instructeur et aurait eu un rôle au sein d'unités du génie, mais aucun détail n'est disponible sur ses affectations exactes. Selon plusieurs sources, les informations sur la carrière d'Ahmadinejad pendant la guerre Iran-Irak ne sont pas très fiables.

### Débuts en politique
À la fin des années 1980, Mahmoud Ahmadinejad devient gouverneur des comtés de Makou (en) et de Khoy (en), dans la province d'Azerbaïdjan occidental, pendant quatre ans. Il est également nommé conseiller du gouverneur général de la province du Kurdistan pendant deux ans. En 1993, alors qu'il est conseiller culturel au ministère de la Culture et de l'Enseignement supérieur (en), il est nommé gouverneur général de la province d'Ardabil, qui vient d'être créée. Il est élu trois années de suite meilleur gouverneur d'Iran. Entre 1993 et 1997, alors qu'il est en poste en tant que gouverneur, il s'investit dans l'organisation du Ansar-e Hezbollah, une milice islamique radicale. En 1997, avec l'arrivée au pouvoir de Mohammad Khatami et des réformateurs, il est relevé de ses fonctions et repart enseigner à l'université des sciences et technologies.
En 2003, Ahmadinejad profite du mouvement de mécontentement envers le mouvement de réforme initié par Khatami, et se fait élire maire de Téhéran. La participation aux élections du conseil municipal est très faible (49 %), et les alliances nouées par Ahmadinejad lui permettent de se faire élire maire par un conseil municipal dominé par l'Alliance des constructeurs de l'Iran islamique (en) (Etelāf-e ābādgarān-e Irān-e Eslami), une faction à la ligne politique très conservatrice. Ahmadinejad s'est réclamé de ce parti au cours de plusieurs discours publics. Au cours de la campagne électorale pour la mairie de Téhéran, Mahmoud Ahmadinejad était également membre du comité central de la société des dévots de la révolution islamique (en) (Jamiyat-e Isargaran-e Inqelāb-e Eslami), qui a pourtant soutenu un autre candidat lors de l'élection présidentielle de 2005, Mohammad Bagher Ghalibaf,.
Après son élection à la mairie de Téhéran, Ahmadinejad se sert de sa position pour développer un réseau fort de fondamentalistes membres de l'Alliance des constructeurs de l'Iran islamique. C'est au cours de son passage à la mairie de Téhéran qu'il devient connu comme un homme politique à la ligne dure, qui a pour objectif d'opérer un retour en arrière sur les réformes libérales du président Khatami. Selon Matthias Küntzel, Ahmadinejad se positionne à ce moment-là comme le chef d'une seconde révolution islamique, qui vise à éradiquer la corruption et les influences occidentales de la société iranienne. Les mesures qu'il prend en tant que maire vont à l'encontre des mesures prises par les maires réformateurs qui l'ont précédé : il remet l'accent sur les activités religieuses, remet en vigueur des codes vestimentaires pour les employés masculins de la mairie et institue la séparation des sexes dans les ascenseurs des immeubles appartenant à la mairie.
Pendant la campagne électorale pour la mairie puis celle pour la présidence de l'Iran, Ahmadinejad se présente comme un homme simple, vivant une vie frugale dans son appartement des quartiers populaires de Téhéran.

### Ascension à la présidence de la République
Avec son arrivée à la mairie de Téhéran en 2003, Mahmoud Ahmadinejad commence à se construire une image publique, et une réputation de conservateur sévère afin de se positionner en chef d'une seconde révolution visant à éradiquer la corruption et les valeurs occidentales en Iran. Il cherche assez rapidement à remettre en cause les réformes libérales du président Khatami dans sa municipalité de Téhéran. Les valeurs qu'il défend sont celles des déshérités (Mostazafin). Ces déshérités, qui représentent la portion la plus grande des Basij, soutiennent le régime par une vie simple, par le sacrifice et par leur soutien aux idéaux islamiques de justice et de piété. Ahmadinejad se positionne comme le représentant des déshérités et de tous ceux qui ont perdu leurs illusions à cause du fossé grandissant entre riches et pauvres, de la perte des valeurs islamiques.
Ahmadinejad se présente à l'élection présidentielle de juin 2005 et arrive, de manière inattendue, en deuxième position avec 19,4 % des voix derrière l'ancien président Hachemi Rafsandjani qui obtient 21,1 % des voix. Le candidat conservateur Mohammed Qalibaf, donné second d'après les sondages, se plaint de fraudes massives[réf. nécessaire]. Lors du second tour du 24 juin, Ahmadinejad affronte Rafsandjani et l'emporte largement avec 61,69 % des voix contre 35,93 % à Rafsandjani.
Ahmadinejad s'appuie sur les Basij, dont il partage les valeurs, pour mener sa campagne à l'élection présidentielle. Selon un des collaborateurs, l'élection d'Ahmadinejad à la présidence de la république islamique d'Iran n'est pas un accident mais « est le résultat de deux ans de planification compliquée et aux facettes multiples » par une coalition qui inclut des Commandants des gardiens de la révolution, des représentants du clergé, des dirigeants du mouvement Basij et les amis et alliés qu'Ahmadinejad s'est fait pendant son mandat à la mairie de Téhéran. Un observateur américain a noté que la « génération d'Ahmadinejad s'est sacrifiée pendant la guerre Iran-Irak, et qu'elle souhaite maintenant obtenir quelque chose en retour ».
L'arrivée au pouvoir d'Ahmadinejad a été facilitée par le soutien apporté par le Guide de la Révolution, l'ayatollah Ali Khamenei, l'homme fort du pays, successeur de Rouhollah Khomeini.

### Présidence de la République

#### Politique intérieure
Mahmoud Ahmadinejad est un conservateur. Pour Alexandre Adler, la force de frappe iranienne ne tiendrait pas le coup devant les États-Unis et Israël. Il ajoute que des « provocations armées » du gouvernement actuel mené par Ahmadinejad permettraient donc, en cas d'intensification, aux États-Unis et à Israël de trouver des alliés dans la « mollahcratie » pour faire chuter Ahmadinejad.

##### Économie
Ahmadinejad a soumis son premier budget annuel, couvrant la période avril 2006 - mars 2007, au parlement iranien le 15 janvier 2006. Cette proposition demandait des dépenses totales de 1 956 milliards de rials (169 milliards de dollars), représentant une augmentation de 27 % par rapport au budget 2005-2006. Les prévisions sur les revenus liés au pétrole, représentant une proportion significative des revenus fiscaux, étaient basées sur un prix du baril à l'exportation estimé à environ 40 dollars le baril.
Le budget de l’État iranien dépend à plus de 70 % des revenus pétroliers et le gouvernement Ahmadinejad a injecté massivement dans l'économie des devises provenant de ces revenus, ce qui a abouti à une inflation de plus de 30 % en 2008. C'est l'une des principales critiques adressée au président iranien, y compris par les conservateurs pragmatiques.

##### Logement
La première loi de son gouvernement nouvellement formé fut la création d'un fonds doté de 12 000 milliards de rials (1,2 milliard d'euros) appelé Fonds de la compassion de Reza[réf. nécessaire], fonds nommé d'après un des imams chiites, Ali ar-Rida. En se servant des revenus pétroliers de l'Iran, le gouvernement d'Ahmadinejad déclare que ce fonds sera utilisé afin d'aider les jeunes gens à trouver un travail et de pouvoir financer leur mariage aussi bien que de s'acheter leurs propres maisons. Le fonds cherche aussi des donations, et dispose d'associations de charité dans chacune des 30 provinces iraniennes. Ce nouveau plan est sujet à l'approbation de la Majles, majoritairement conservatrice, mais a peu de chances de rencontrer une opposition, étant donné que les députés de la Majles ont aussi montré une forte détermination à résoudre les problèmes économiques. Cette législation est une réponse aux prix élevés des logements dans les centres urbains, qui fait reculer l'âge du mariage (actuellement autour de 25 ans pour les hommes et 28 ans pour les femmes). En 2006, le parlement iranien a rejeté la formation de ce fonds.

##### Droits des femmes et des homosexuels
En avril 2006, Ahmadinejad annonce l'annulation d'une règle qui empêchait les femmes d'assister aux compétitions sportives dans les stades. Ahmadinejad dit que « les meilleures places devraient être réservées aux femmes et aux familles dans les stades dans lesquels d'importants matches nationaux ont lieu »,. Deux jours plus tôt, Ahmadinejad s'était opposé à la punition imposée aux femmes apparaissant dans les stades sans revêtir le hijab adéquat. Sa remarque a mis en colère certains supporters. Peu après ces remarques, plusieurs des membres du clergé de plus haut rang (ayatollahs et marjas) dont l'ayatollah Mesbah Yazdi, le grand ayatollah Nouri Hamedani, le grand ayatollah Naser Makarem Shirazi, le grand ayatollah Safi Golpaygani, le grand ayatollah Fazel Lankarani et l'ayatollah Mirza Javad Tabrizi se sont opposés à cette décision, appelant à l'annulation urgente de cet ordre. À Qom, de nombreux membres du clergé ont manifesté contre cette décision du président. D'après ces rapports, le gouvernement d'Ahmadinejad pense que la présence des femmes dans les stades est contre la charia et doit donc être bannie, contrairement à ce qu'ils disaient auparavant. De fait, le guide suprême, ayatollah Ali Khamenei, a mis son veto à cette décision en déclarant « l'opinion du clergé doit être respectée et la décision (présidentielle) reconsidérée. »
Selon Amnesty International, en mars et en juin 2007, à Téhéran, les forces de sécurité ont dispersé violemment des manifestants qui réclamaient l'abrogation des lois discriminatoires envers les femmes. En août 2007, des militantes des droits des femmes ont lancé une campagne en vue de recueillir un million de signatures pour une pétition réclamant l'égalité des droits pour les femmes.
Le 24 septembre 2007, lors d'une conférence à l'université Columbia, le président Ahmadinejad élude une question sur les homosexuels en affirmant : « En Iran, nous n’avons pas d’homosexuels comme dans votre pays ». La Commission internationale des droits humains des gays et des lesbiennes (IGLHRC) a immédiatement condamné ce déni de réalité par sa présidente Paula Ettelbrick (en) : « Il est extrêmement malheureux que le président de l'Iran, qui utilise le forum d'une université prestigieuse pour dire la vérité sur son pays, s'exprime avec un tel manque de franchise sur la situation des droits de l'Homme en Iran. »,,,

##### Sciences
En septembre 2009, les autorités iraniennes déclarent qu'une grande part du contenu de programmes universitaires en sciences humaines n'est pas conforme à la culture islamo-iranienne et qu'ils vont les réviser.

##### Élection présidentielle iranienne de 2009
Il est officiellement reconduit au pouvoir, pour quatre ans, mais sa réélection est contestée par une partie de la population ainsi que de nombreux pays occidentaux tels que la France, le Royaume-Uni et les États-Unis. Les manifestations qui suivirent son élection furent réprimées.

#### Politique étrangère

##### Relations Iran-États-Unis
Les relations diplomatiques entre les États-Unis et l'Iran ont été rompues à la suite de l'affaire de la prise d'otages de 444 jours de l'ambassade des États-Unis. Le président Ahmadinejad tente de renouer le contact en envoyant une lettre au président des États-Unis le 8 mai 2006, mais le gouvernement de George W. Bush choisit de ne pas y répondre officiellement, lui reprochant son caractère uniquement « philosophique » et n'y trouvant rien de nouveau. La formule de salutation finale de la lettre reprend celle utilisée, d'après la tradition islamique, par le prophète Mahomet envers les empereurs byzantins et sassanides les sommant de se convertir à l'islam, faute de quoi ils seraient envahis,.
Le 1er février 2006, en réponse au président George W. Bush qui, dans son discours sur l'état de l'Union, a qualifié les forces iraniennes au pouvoir de « petite élite cléricale qui isole et opprime son peuple », le chef d'État iranien répond que « dans un avenir proche, nous allons vous juger devant le tribunal des peuples. […] ceux qui ont jusqu'au coude, les mains dans le sang des peuples qui sont impliqués partout où il y a des guerres et l'oppression, qui déclenchent des guerres en Asie et en Afrique, qui tuent des gens par millions. […] Vous qui soutenez les crimes du régime fantoche sioniste, vous qui soutenez la destruction des maisons des Palestiniens, (…) vous n'êtes pas qualifiés pour parler des droits de l'Homme et des libertés ».
Le 8 août 2006, il a donné une entrevue télévisée à Mike Wallace, un correspondant de 60 Minutes. C'était sa première entrevue pour un média américain depuis 6 mois.
Le 29 août 2006, il a invité George W. Bush à un débat télévisé ouvert sur ses plans concernant le programme nucléaire civil de l'Iran, mais cette invitation a été promptement déclinée par la Maison-Blanche.

##### Relations Iran-Russie

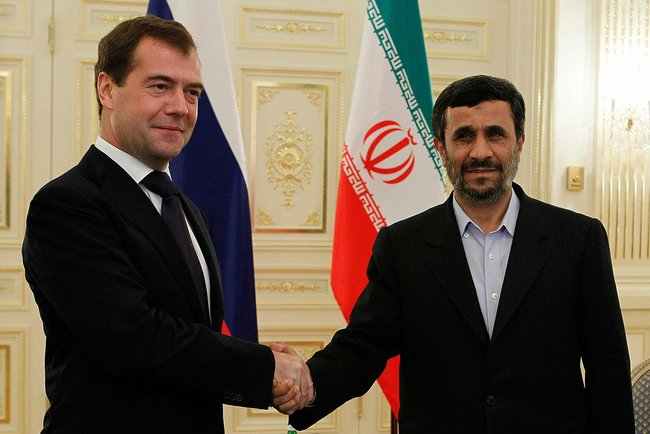
Le Russe Dmitry Medvedev et Mahmoud Ahmadinejad, le 18 novembre 2010 au Kremlin.

Ahmadinejad essaie de renforcer les relations avec la Russie, mettant en place un bureau spécialement destiné à ce but en octobre 2005. Il a travaillé avec Vladimir Poutine sur la question nucléaire, et à la fois l'un et l'autre ont exprimé un désir de voir plus de coopération mutuelle sur les sujets liés à la mer Caspienne. Cependant, les officiels du renseignement occidentaux ont récemment accusé Ahmadinejad d'aider financièrement et matériellement en Iran les rebelles en Tchétchénie, qui se battent contre la Russie. L'Iran s'est pourtant déjà exprimé sur le fait qu'il considérait le problème tchétchène comme une « affaire interne » à la Russie.

##### Relations Iran-Israël
En octobre 2005, lors d'un discours en l'honneur de l’Ayatollah Khomeini Ahmadinejad déclare, reprenant les propos de ce dernier : « Notre cher imam a dit que ce régime d'occupation de Qods (Jérusalem) devrait disparaître de la page du temps » (en persan : « امام عزيز ما فرمودند كه اين رژيم اشغالگر قدس بايد از صفحه روزگار محو شود »), formule qui, à la suite d'une « erreur de traduction », fut généralement rapportée en Occident sous la forme « Israël doit être rayé de la carte »,.
Les commentaires d'Ahmadinejad ont été condamnés par la plupart des gouvernements occidentaux, l'Union européenne, la Russie, le Conseil de sécurité des Nations unies et le secrétaire général Kofi Annan. Les dirigeants égyptiens, turcs et palestiniens ont aussi exprimé leur inconfort face à cette remarque d'Ahmadinejad.
Une controverse sur la justesse de la traduction a ensuite vu le jour. Des spécialistes comme Juan Cole de l'Université du Michigan et Arash Norouzi du projet Mossadegh soulignant que la déclaration originale en persan ne signifiait pas qu'Israël devait être rayé de la carte, mais plutôt que le régime s'effondrerait de lui-même,. En juin 2006, l'éditorialiste du Guardian, Jonathan Steele a cité plusieurs persanophones et traducteurs qui ont dit que la phrase en question serait plus exactement traduite par « balayé » des « pages du temps » ou « des pages de l'histoire » plutôt que « rayé de la carte ». En désacoord avec Cole, Norouzi et Steele, un éditeur du New York Times, Ethan Bronner (en) soutient que « toutes les traductions officielles » des commentaires, dont celle du ministère des Affaires étrangères iranien et du bureau du président « se réfèrent à balayer Israël ».
Lors d'une conférence de presse donnée le 14 janvier 2006, Ahmadinejad a déclaré à propos de son discours d'octobre qu'il n'y avait « pas de politique nouvelle, ils ont créé tout un ressentiment autour de cette déclaration ».
Ahmadinejad a aussi condamné le conflit israélo-libanais de 2006 en disant que « le régime sioniste se comporte comme Hitler ».
Le 6 janvier 2006, à la suite de l'hospitalisation du premier ministre israélien Ariel Sharon, Ahmadinejad se réjouit de l'imminence de la mort de Sharon, qualifié de criminel de Sabra et Chatila.
Le 8 août 2006, il a donné une entrevue télévisée à Mike Wallace, un correspondant de 60 Minutes, dans laquelle il a parlé de ce qu'il estime être la culpabilité d'Israël dans les souffrances du Liban, et des justifications morales des attaques aux missiles du Hezbollah. Plus tard dans cette entrevue, Ahmadinejad était prié d'exprimer ses opinions concernant l'État d'Israël et on lui a demandé de s'expliquer à propos de ses déclarations précédentes concernant le droit à exister, la suggestion au fait que l'État israélien devrait être déplacé en Europe, puisque ce sont les européens qui ont pris la responsabilité de l'Holocauste.

Le 20 octobre 2006, Mahmoud Ahmadinejad s'adresse aux pays européens qui soutiennent Israël devant la foule rassemblée pour célébrer la « journée mondiale de Jérusalem ». Il souligne dans cette déclaration que ceux qui se tiennent aux côtés du régime sioniste s'exposent à la colère du monde. »
Ses propos peuvent être présentés[Qui ?] comme des réponses à une action occidentale lors de la polémique sur le programme nucléaire iranien et l'éventuel arsenal nucléaire iranien en 2006, jusqu'à la publication le 3 décembre 2007 d'un rapport du DNI.
Lors de la Guerre de Gaza, il soutient le Hamas en lutte contre Israël.

###### Positions politiques au sujet de la Shoah
Après la publication des caricatures de Mahomet dans le journal Jyllands-Posten en décembre 2005, il dénonce le « mythe du massacre des Juifs » et propose de créer un État juif en Europe, aux États-Unis, au Canada ou encore en Alaska, lors d'un discours retransmis en direct par la télévision d'État iranienne[réf. nécessaire]. Il doute de la Shoah, qualifie Israël de « tumeur », et demande à l'Allemagne et à l'Autriche de céder une partie de leur territoire pour établir Israël, impliquant un transfert massif de la population juive israélienne sur un autre territoire que celui de l'État d'Israël en référence à la création de l'État d'Israël qui s'est implanté sur un territoire déjà habité par les Palestiniens.
Le 12 décembre 2006, lors d'une conférence sur l’holocauste organisée à Téhéran en présence de Robert Faurisson et Roger Garaudy (condamnés par la justice française pour négationnisme), ou encore Serge Thion, révoqué du CNRS pour avoir « remis en cause l'existence de crimes contre l'humanité », Ahmadinejad justifie ses propos d'octobre 2005, qui avaient lancé une polémique quand il avait déclaré que le régime au pouvoir en Israël allait disparaître.
Le 20 avril 2009, le président iranien s'exprimant à la conférence de Durban, se fait remarquer pour ses déclarations virulentes à l'encontre d'Israël. Il ajoute que les dirigeants d'Israël sont « les plus cruels et les racistes les plus répressifs » et condamne des « grandes puissances » pour avoir aidé à la création d'Israël « au prétexte de la souffrance juive » après la Shoah. Son discours provoque un tollé, et la plupart des représentants des pays de l'Union européenne quittent alors la conférence. Le secrétaire général de l'ONU, Ban Ki-moon condamne les propos du président Ahmadinejad, déclarant qu'il avait incité à la haine, l'objectif inverse de la conférence. La France, la Norvège, les États-Unis et Israël ont également condamné ses propos.

##### Positions au sujet du 11 septembre
Le 8 avril 2008, Mahmoud Ahmadinejad déclare à propos des attentats du 11 septembre 2001 que « Un bâtiment s'est effondré et ils disent que 3 000 personnes ont été tuées mais n'ont jamais publié leurs noms ».
Le 6 mars 2010, il qualifie « l’incident du 11 septembre » de « gros mensonge qui a servi de prétexte à la campagne antiterroriste et de prélude à l’invasion de l’Afghanistan ».
Lors de son discours devant l'ONU du 23 septembre 2010, Mahmoud Ahmadinejad a mentionné des théories du complot à propos des attentats du 11 septembre 2001.

##### Crise du nucléaire iranien
Ahmadinejad refuse toute ingérence étrangère dans le développement du programme nucléaire iranien. Il dénonce l'armement de l'Irak en armes chimiques fournies par les États-Unis et des pays européens, durant la guerre Iran-Irak.
Ahmadinejad rejette catégoriquement dans ce discours prononcé le 8 juin 2006 et diffusé par la télévision publique, les propositions des 5 membres permanents du Conseil de sécurité présentées le 6 juin 2006 visant à l'abandon par l'Iran de son programme d'enrichissement d'uranium en échange d'un accord de coopération économique et technologique.

### Élection présidentielle de 2017
En 2016, Ali Khamenei, le guide suprême, ordonne à Ahmadinejad de ne pas se porter candidat à l'élection présidentielle du 19 mai 2017. Il annonce en octobre 2016 qu'il ne sera pas candidat mais, début 2017, il s'inscrit toutefois comme tel. Cependant, Ahmadinejad dit qu'il s'inscrit uniquement pour soutenir Hamid Baghaie, un autre candidat conservateur,,. En avril, le Conseil des gardiens de la Constitution rejette sa candidature.

### Élection présidentielle de 2021
Le 12 mai 2021, Mahmoud Ahmadinejad dépose officiellement sa candidature à l'élection présidentielle de 2021. Le 25 mai 2021, sa candidature est invalidée par le Conseil des gardiens de la Constitution,.

### Élection présidentielle de 2024
Le 2 juin 2024, Ahmadinejad dépose sa candidature à l'élection présidentielle de juin 2024. Il s'agit d'une élection anticipée entraînée par la mort du président Ebrahim Raïssi dans un accident d'hélicoptère.
Le 9 juin 2024, sa candidature est à nouveau non retenue par le Conseil des gardiens de la Constitution.

## Distinctions
Grand-croix de l'ordre national du Bénin (2013).